# Hámori Gyula (fotográfus)
Hámori Gyula /1946 körülig Hauner Gyula Gábor/ (Újpest, 1913. május 18. – Budapest, 1977. augusztus 31.) magyar fotográfus

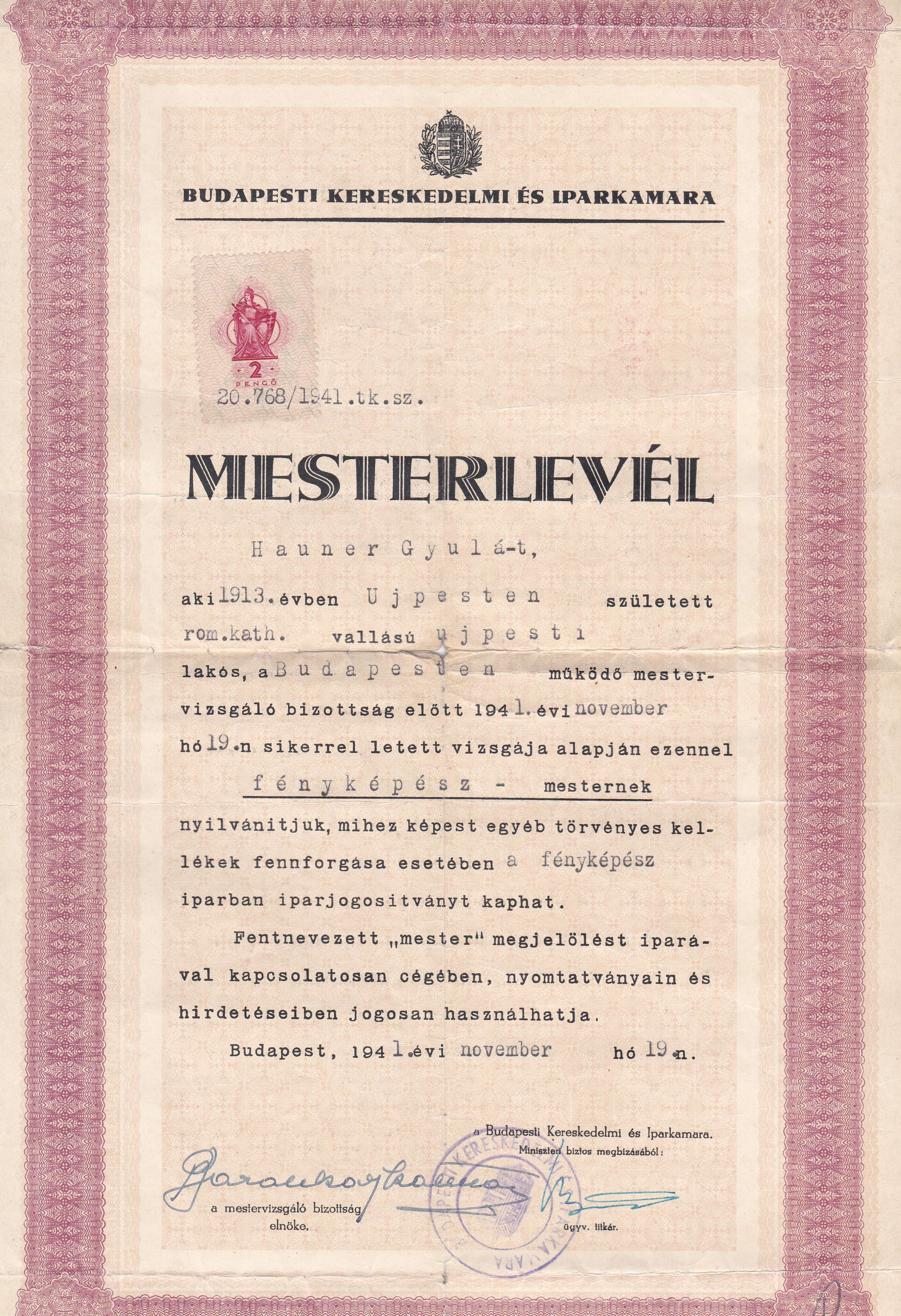
Hauner (Hámori) Gyula mesterlevele, 1941

## Családja
Édesapja Hauner József fuvaros, német gyökerekkel rendelkező családból származott, édesanyja Urbás  Florentina zöldségkereskedő volt, Újpesten éltek.
Hámori Gyula kétszer házasodott, 1948-ban elvált Szabó Annától, ezen első házasságából egy fia származott. 1949. június 17-én vette feleségül Skultéty Erzsébetet (Budapest, 1927. március 30. – Budapest, 2021. március 23.) korábbi alkalmazottját. Gyermekeik közül az idősebb fiú, Hámori Péter (1953) folytatta a szakmáját, fotográfus lett, öccse, Hámori Attila (1954) költő, irodalmár. 
1949−től az V. kerületi (akkor IV. kerületi) Galamb utca 7. szám alatt lakott a család a Dereskei Fodor Lajos által 1940-re felépített  modern, hétemeletes bérházsor egyik lakásában.

## Pályafutása
A fényképész szakmát a két világháború közötti korszak neves fotósánál, a leginkább „Tizián” néven ismert újpesti fotográfusnál, Gerendai /Gerenday/ Aladár Jánosnál tanulta. A mesternek 1921-től volt fotóműhelye „Gerenday és Tsa.” néven az újpesti Árpád út 57-ben, majd 1933-tól az Árpád út 73-ban alapította meg „Tizian Fotóműterem” néven második üzletét. Hauner Gyula itt tanulta ki a szakmát és a megszerzett elméleti és gyakorlati ismeretek birtokában 1941. november 19-én tette le a mestervizsgát az Újpesti Mestervizsgáló Bizottság előtt s kapta meg mesterlevelét.
„Hauner Gyula fényképészmester” néven történt önállósodása után Újpesten tartott fenn műtermet, ahogy arról egy újpesti fiúiskola gyermekeiről 1941/42-ben készült és fennmaradt osztálykép tanúskodik, de egymás után több helyen a Belváros különböző pontjain is nyitott műhelyt és fényképüzletet. 1941 és 1944 között volt műterme a VII. kerületi Rákóczi út 38. szám alatt is, sőt, mint a „Filmszínház Irodalom és A Társaság folyóirat fotóriportere” (ahogy pecsétjén olvasható) „városi irodát” tartott fenn a Múzeum krt. 10. számú házban. Ekkor több fennmaradt felvétele szerint szakértelmét igénybe vették a főváros előkelő, vagy neves esküvőinél Pest-Belváros és Buda több pontján. Így például ő volt az egyik kiküldött fotográfus gróf Esterházy József Mária és Windischgratz Erzsébet hercegnő esküvőjén a Várkápolnában 1944. január 12-én, melyről több felvétel is fennmaradt. A Petőfi Irodalmi Múzeum őrzi Nemes Nagy Ágnes és Lengyel Balázs Hauner Gyula Gábor által készített esküvői képét 1944-ből, amely már műtermi felvétel.
1948-ban, bontópere idején a VIII. kerület Orczy út 38. szám alatt lakott (vagy működött), majd a Bazilikára néző Lázár utcának a 13. számú házában.
Ezen időszakban Hámori Gyula — „Tizian” mesteréhez hasonlóan, akiről az a legenda maradt fenn, hogy „szombatonként az esküvői kocsik Újpesten a Váci útig álltak sorba Árpád úti műtermébe való bejutásra várakozva” — fő profilként az esküvői fotózást végezte. Fotóműhelye csaknem folyamatosan két alkalmazottat foglalkoztatott. Műtermi felvételei mellett (amelyek azonban nem maradtak fenn) szabadtéri és templomi felvételeket is készítettek megrendelésre, így megtalált hagyatékából az 1946−1950 közötti öt év alatt a több mint ezer felvétel között körülbelül 300 esküvői jelenetet rögzített vallástól és helyszíntől függetlenül (katolikus, zsidó esküvők, „a félig romos és leégett Bazilikában, esküvő a golyónyomok szaggatta Belvárosi templomban, a Kazinczy utcai ortodox zsinagóga udvarán, a Lehel téren, a Mátyás templomban, a Bakáts téren, a Dohány utcában és a ferenceseknél. Esküvő hózáporban, esküvő násznép nélkül, esküvő hetven évesen.”) E képek sokrétű kutatásra nyújtanak lehetőséget forrásként, az életmód vizsgálata mellett nagy kincset jelentenek a háború utáni Budapest építészeti arculatának és háborús kárainak megismeréséhez is.
Az ötvenes évek elején sok más iparoshoz hasonlóan az ő iparengedélyét is elvették. Az Egyesült Izzó gyárban lett üzemi fényképész, később azonban újra önálló vállalkozásban végezhette munkáját.
A Kádár-korszakban, 1957. január 24-én ismét önálló üzletet nyitottak, feleségével közös műhelyt tartottak fenn. Az iparengedélyt Hámori Gyuláné nevére kapták, az akkor VI. kerületi Majakovszkij (ma Király utca) 78. szám alatti műteremre.
1955-től fotózott a katolikus sajtónak, képeinek nagy részét nem publikálták. Állandó megbízással a Kereszt (1950–1956), majd utóda, a Katolikus Szó (1956–1990) számára készített felvételeket a fontosabb eseményekről. Az ezen egyházi lapok fotósaként készített fényképei képezik hagyatékának másik fennmaradt részét, mely negatívok az Új Ember szerkesztőségének gondossága folytán kerülhettek a Fortepan birtokába, s lettek közkinccsé. Fotóriportjai az egyház legfontosabb ünnepein, körmeneteken (Húsvét, Úrnapja), templomi búcsúk, bérmálások során,  püspök- és papszenteléseken készültek. Belső egyházi rendezvényeket is megörökített, képein feltűnnek a papi szemináriumok, időnként az Állami Egyházügyi Hivatal eseményei, személyei is.
Hámori Gyula 1967. január 31-én elvált, előbb Alsónémediben működött iparengedéllyel, majd a XI. kerületi Bocskai utcában tartott fenn fényképész műhelyt. Utolsó sötétkamrája a XI. kerületi Fehérvári úton volt, itt a lakásában laborált.
1977. augusztus 31-én hunyt el, a Farkasréti temetőben nyugszik (19/1. parcella).

## Hagyatéka

### Lapokban megjelent felvételei
Fotóriportjai szerepelnek a Film Színház Irodalom című lap 1943–1944. évi számaiban. A lap mozaikos képszerkesztési módszere és nyomdatechnikai rossz minősége miatt érdekességük abban áll, hogy milyen rendezvényekre küldték ki, illetve kiket fényképezett. Kincses Károly is megemlíti Hámorit a színházi fényképezésben szerephez jutó fotográfusok között.
Film Színház Irodalom, 1943-01-29. 5. szám:
- Az „Emberek a havason” című Nyírő-fim díszbemutatója. Wlassics Gyula báró bevezetőt mond. Nyirő József, Báró Bánffy Dániel és gróf Teleki Béla a szünetben.
- Szombathelyi Blanka műsort adott a sebesült katonáknak egyik honvédkórházban.

Film Színház Irodalom, 1943-02-12. 7. szám:
- A Ferenc József Intézet növendékei teadélutánt rendeztek, amelyen előkelő közönség jelent meg. Balról jobbra: Fabinyi [id. Fabiny] Tibor, Kállay Miklós miniszterelnök, Polgár József, báró Urbán Pál, Bikár Tibor
- Noseda Kálmánné, vitéz Rohonczy Viktor, ifjabb Wahlkampf Henrik, Doby Andorné, vitéz Rohonczy Viktorné, Knopf Árpád, Mikecz Ödön, dr. Oláh Dezső, Nösner Henrik és dr. Oláh Dezsőné a MAC-táncestélyen
- Gönye László, Weinreiss Tamás és Silberleitner A. Ákos, a MAC-estély elnökei engedélyt kérnek a tánc megkezdésére
- Bilicsi Tivadar vidám számot ad elő a frontszínészek javára rendezett előadáson a Magyar Művelődés Házában
- Fülöp Viola nagy sikerrel ugrott be a »Paris« előadásán Szilágyi Szabó Eszter szerepébe

Film Színház Irodalom, 1943-04-16. 16. szám:
- A héten elhunyt Vera Ilonának, az Operaház kitűnő magántáncosnőjének utolsó fényképe

Film Színház Irodalom, 1943-12-10. 50. szám:
- Antal István propagandaminiszter, Csathó Kálmán, dr. Cziffra András színészkamarai miniszteri biztos, Gerster István és Hegedűs Tibor a temetésen (Harsányi Zsolt temetése)
- Asbóth József teniszbajnokunk a héten vezette, oltárhoz Gombor Klári kosárlabda bajnoknőt

Film Színház Irodalom, 1943-12-30. (1944) 1. szám:
- Előkelő esküvő volt a héten: Báró Bánffy Évát[28] feleségül vette Győrffy Sándor.[29] A tanuk herceg Odescalchi Károly(wd) és nagybaconi Nagy Vilmos nyug. honvédelmi miniszter voltak
- Még egy előkelő esküvő: Jászay-Szilágyi Mária és Fernbach Ottó házasságot kötöttek
- Végül egy esküvő a színházi világból Bárczy Katót feleségül vette Walla Géza. Tanuk: Egyed Zoltán és Englerth József

Film Színház Irodalom, 1944-04-13. 16. szám
- Vitéz Démy Gerő Sándor és Szendrey Piroska esküvője. Az esketést Haász István tábori püspök végezte
- Stohlmann Éva és Hetényi Károly házasságot kötöttek
- Oraviczai és görcsönyi Mihálovich Márta és Holczhammer Jenő házassága

A Tolnai Világlapja is közölt tőle fotográfiákat (szintén rossz nyomdai kivitelben):
Tolnai Világlapja, 1944-01-05. 1. szám
- Szent Antal kísértése. W. Szilády Margit, a kiváló festőművésznő alkotásaiból önálló kiállítást rendezett. Képünkön a nagy sikerű kiállítás egyik legszebb művét, „Szent Antal kísértéseit” mutatjuk be

Tolnai Világlapja, 1944-06-07. 23. szám
- Óvóhelyszentelés. Az 506. számú honvédkórház óvóhelyét Kapuváry Ferenc tábori lelkész szép ünnepség keretében szentelte fel. Az ünnepségen megjelent vitéz Gátföldy Egonné választmányi elnöknő és a kórház számos sebesültje

### Fotói a Fortepanon
2016 nyár elején az Új Ember szerkesztőségéből került Hámori Gyula hagyatéka, több ezer 1946 és 1967 között keletkezett felvétel a Fortepanhoz, amelyeket a feldolgozás ütemében több ízben publikáltak az archívum munkatársai. 2016 őszére első csoportként közzétettek több mint 1000 darabot, amely 1946 és 1950 között készült esküvői felvételekből és a budapesti ortodox zsidóság hétköznapjait bemutató fotókból áll. 2016 decemberére újabb felvételek kerültek ki, melyek az ötvenes évekbeli katolikus karácsonyok és hétköznapok képeit tartalmazzák, s a katolikus egyház belső eseményeit is tükrözik. 2024-ben már 2450 nagy méretű, legtöbbször hibátlan felvétel szerepel a Hámori Gyula neve alatt futó gyűjtemény-együttesben, melyekből tetemes mennyiséget további kereső kulcsszavakkal ellátva átvett a Hungaricana Képcsarnok képadatbázis.
Hámori Gyula munkássága, mely a történelmi viharok pusztításai és a költözések során szinte nyomtalanul eltűnt volna, legalább részben megőrződött az utókornak, és fotóit egyre bővülő körben használják fel különböző hírlapok, folyóiratok, tudományos feldolgozások.